# Castorano
Castorano é uma comuna italiana da região das Marcas, província de Ascoli Piceno, com cerca de 2 036 habitantes. Estende-se por uma área de 14 km², tendo uma densidade populacional de 145 hab/km². Faz fronteira com Ascoli Piceno, Castel di Lama, Colli del Tronto, Monsampolo del Tronto, Offida, Spinetoli.

## Demografia
| Variação demográfica do município entre 1861 e 2011                               |
|                                                                                   |
| Fonte: Istituto Nazionale di Statistica (ISTAT) - Elaboração gráfica da Wikipedia |